# Gustavo Restrepo
Gustavo Adolfo Restrepo Vásquez (Medellín, 24 settembre 1969) è un ex calciatore colombiano, di ruolo centrocampista.

## Carriera

### Club
Restrepo esordì in massima serie colombiana nella stagione 1988: nel 1989 fece parte della rosa dell'Atlético Nacional che vinse la Coppa Libertadores 1989. Giocò anche la Coppa Intercontinentale, entrando nel secondo tempo al posto di Jaime Arango. Nel 1990 prese parte alla Coppa Interamericana: subentrato a Luis Fajardo al 60º della gara di ritorno, realizzò al 67º minuto il gol del 2-0 sul Pumas UNAM, squadra messicana. Nel 1991 vinse il titolo colombiano, successo replicato nel 1994. Nel 1995 passò all'Envigado, in cui rimase per un breve periodo: tornò poi all'Atlético Nacional. Nel 1996 si trasferì all'Atlético Bucaramanga, e restò nella rosa dei giallo-verdi fino al 1999. Disputò l'ultima sua stagione in massima serie nel 1999 con l'Independiente Medellín.

### Nazionale
Giocò per la selezione Under-20 colombiana nel 1989, partecipando anche al campionato del mondo Under-20 1989: esordì nella massima competizione giovanile il 17 febbraio contro la Costa Rica. In quel Mondiale totalizzò 4 presenze. Nel 1990 esordì in Nazionale maggiore, assommando 2 presenze. Nel 1992 partecipò al Torneo Pre-Olimpico CONMEBOL, segnando contro il Perù. Ottenuta la qualificazione a Barcellona 1992, nel torneo olimpico giocò 2 incontri, entrambi a Sabadell.

## Palmarès

### Club

#### Competizioni nazionali
- Campionato colombiano: 2

Atlético Nacional: 1991, 1994

#### Competizioni internazionali
- Coppa Libertadores: 1

Atlético Nacional: 1989
- Coppa Interamericana: 1

Atlético Nacional: 1989